# Oxford Bulletin of Economics and Statistics
Das Oxford Bulletin of Economics and Statistics (OBES) ist eine wissenschaftliche Fachzeitschrift zu wirtschaftswissenschaftlichen Themen. Sie wird von Wiley-Blackwell im Namen der volkswirtschaftlichen Fakultät der University of Oxford verlegt und erscheint zweimonatlich.
Das Journal legt Wert auf die praktische Relevanz der eingereichten Beiträge. Aus diesem Grund werden vermehrt Studien zu wirtschaftspolitischen Fragestellungen und solche, die kontroverse ökonomische Theorien testen, veröffentlicht.
Das Journal publiziert seit 1939, bis einschließlich 1972 unter dem Titel Bulletin of the Oxford University Institute of Economics & Statistics.

## Redaktion
Die Redaktion des Oxford Bulletin of Economics and Statistics besteht aus Anindya Banerjee, Brian Bell, Debopam Bhattacharya, James Fenske, David F. Hendry, Beata Javorcik, Heino Bohn Nielsen, Jonathan Temple und Francesco Zanetti. Alle Redakteure sind gleichrangig.

## Rezeption
Combes und Linnemer sortieren das Journal mit Rang 76 von 600 wirtschaftswissenschaftlichen Zeitschriften in die drittbeste Kategorie A ein.
Im Jahr 2014 hatte das Journal gemäß eigenen Angaben einen Impact-Faktor von 1.368.